# Rosalinda Celentano
Rosalinda Celentano (Roma, 15 luglio 1968) è un'attrice e cantante italiana.
Come cantante ha esordito al festival di Sanremo nel 1990 e successivamente ha vinto l'ultimo Disco Verde al Festivalbar (1991). Come attrice, è nota principalmente per il ruolo di Satana nel colossal La Passione di Cristo (2004), per cui è stata candidata al Nastro d'argento come miglior attrice non protagonista nel 2005.

## Biografia
Figlia di Adriano e di Claudia Mori, è la sorella minore di Rosita e Giacomo.

### Carriera

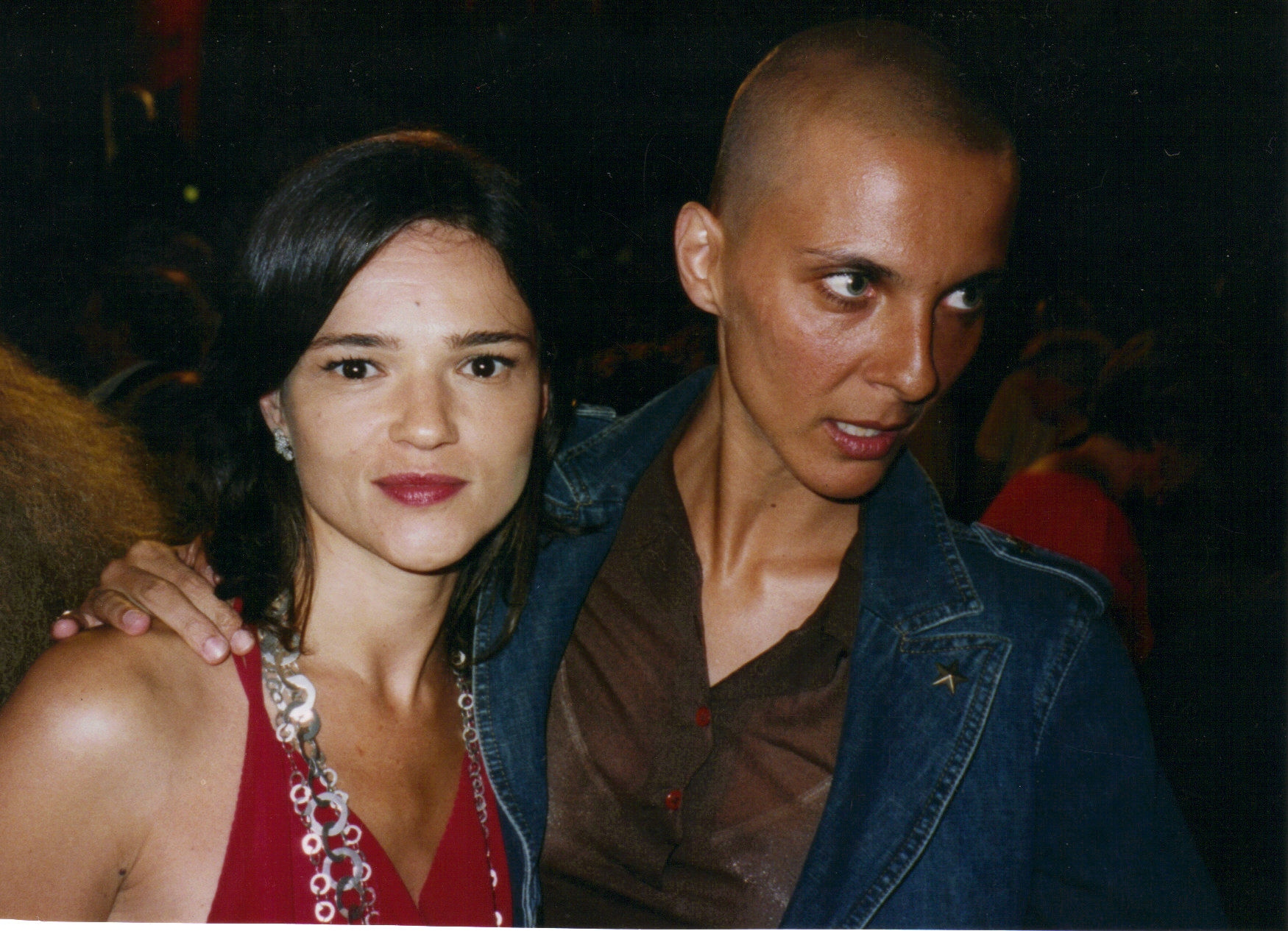
Rosalinda Celentano con Chiara Caselli al Taormina Film Festival 2002

Nel 1990 ha tentato la carriera di cantante, col solo nome Rosalinda, partecipando con la canzone L'età dell'oro al Festival di Sanremo, dove ha raggiunto la finale nella sezione Giovani. Nel 1991 ha vinto quella che è stata l'ultima edizione della sezione Disco Verde del Festivalbar con la canzone Quanti treni, tratta dal suo unico album Rosalinda.
Nel 1994 ha condotto per il network Supersix il programma VideoOne con DJ Roberto Onofri, per 150 puntate.
Successivamente si dedica soprattutto alla recitazione, diretta al cinema da registi come Pino Quartullo, Giuseppe Bertolucci, Wilma Labate e Renato De Maria. Nel 2002 vince il Globo d'oro come miglior attrice esordiente, per il film Paz!, di Renato De Maria.
Nel novembre 2002 è madrina e presentatrice della prima edizione del Premio Etruria Cinema, interamente dedicato al cinema realizzato dalle donne. Nel 2004 Mel Gibson le affida il ruolo di Satana nel film La passione di Cristo; per questa interpretazione viene premiata al Global Festival Film di Ischia e ottiene una candidatura ai Nastri d'argento 2005 come miglior attrice non protagonista.
Negli anni seguenti alterna cinema, fiction televisiva e teatro.
Nel 2008 è nel cast di Cash, viaggio di una banconota, docu-fiction ideata da Giorgio John Squarcia e Francesca Fogar. Nel 2010 è in tournée con l'opera teatrale Le quattro sorelle accanto a Lisa Gastoni.
A partire da settembre 2020 partecipa alla quindicesima edizione del programma televisivo Ballando con le stelle, condotto da Milly Carlucci in coppia con Tinna Hoffmann.
Appassionata di pittura e scultura, ha realizzato alcune opere d'arte.

## Vita privata
Dichiaratamente bisessuale, è stata legata sentimentalmente dal 2010 al 2014 all'attrice Simona Borioni.

## Filmografia

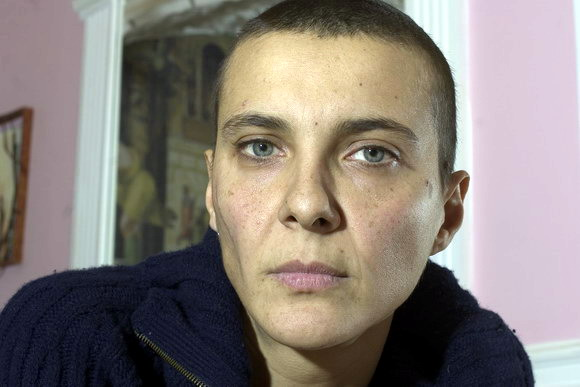
Rosalinda Celentano

### Cinema
- Treno di panna, regia di Andrea De Carlo (1988)
- Le donne non vogliono più, regia di Pino Quartullo (1993)
- Palermo Milano - Solo andata, regia di Claudio Fragasso (1995)
- Marta a Singapore, regia di Barbara Melega – cortometraggio (1995)
- A casa di Irma, regia di Alberto Bader (1998)
- Il dolce rumore della vita, regia di Giuseppe Bertolucci (1999)
- L'amore probabilmente, regia di Giuseppe Bertolucci (2000)
- Domenica, regia di Wilma Labate (2001)
- Lady Macbeth's Lunch, regia di Alessandra Filiberti – cortometraggio (2001)
- Vespero a Tivoli, regia di Marco Filiberti – cortometraggio (2001)
- Paz!, regia di Renato De Maria (2002)
- Bell'amico, regia di Luca D'Ascanio (2002)
- Cancelli, regia di Francesca Neri - cortometraggio (2002)
- Poco più di un anno fa - Diario di un pornodivo, regia di Marco Filiberti (2003)
- La setta dei dannati (The Order), regia di Brian Helgeland (2003)
- La passione di Cristo (The Passion of the Christ), regia di Mel Gibson (2004)
- Angelo come te, regia di Enrico Maria Lamanna – cortometraggio (2005)
- Tutte le donne della mia vita, regia di Simona Izzo (2007)
- 7 km da Gerusalemme, regia di Claudio Malaponti (2007)
- Il nostro messia, regia di Claudio Serughetti (2008)
- La notte della Sindone, regia di Francesca Saracino – documentario (2012)
- Il ragioniere della mafia, regia di Federico Rizzo (2013)
- Racconti d'amore, regia di Elisabetta Sgarbi (2014)
- Nati 2 volte, regia di Pierluigi Di Lallo (2019)

### Televisione
- Una donna per amico – serie TV, episodio 1x08 (1998)
- Il papa buono, regia di Ricky Tognazzi – miniserie TV (2003)
- 1200º - La verità in fondo al tunnel, regia di Dominique Othenin-Girard – film TV (2004)
- Il peccato e la vergogna – serie TV, 4 episodi (2010)
- Sangue caldo, regia di Luigi Parisi e Alessio Inturri – miniserie TV (2011)

### Videoclip
- Kamasutra di Paola & Chiara (2003)
- Pazzo di lei di Biagio Antonacci (2005)

## Teatro
- La formula  (2002)
- Le quattro sorelle (2010)
- Dr. Jekyll and Mr. Hyde (2011)

## Programmi TV
- Conto su di te! (Rai 2, 1989)
- VideoOne (Supersix, 1994)
- Concerto del Primo Maggio (Rai 3, 2001)
- Cash, viaggio di una banconota (All Music, 2008)
- Ballando con le stelle (Rai 1, 2020) Concorrente

## Discografia

### Album
- 1991 – Rosalinda (Sugar)

### Singoli
- 1990 – L'età dell'oro/L'amore che nasce
- 1991 – Quanti treni/Che amica sei
- 2017 – Sei fantastico (Mauro Pina feat. Rosalinda Celentano)

## Riconoscimenti
- David di Donatello
  - 2000 – Candidatura alla migliore attrice non protagonista per Il dolce rumore della vita
  - 2002 – Candidatura alla migliore attrice non protagonista per L'amore probabilmente

- Nastro d'argento
  - 2000 – Candidatura alla migliore attrice non protagonista per  Il dolce rumore della vita
  - 2002 – Candidatura alla migliore attrice non protagonista per Paz!
  - 2005 – Candidatura alla migliore attrice non protagonista per La passione di Cristo

- Festivalbar
  - 1991 – Prima classificata Disco Verde col brano Quanti treni

- Globo d'oro
  - 2002 – Migliore attrice rivelazione per Paz!

Altri premi
- 2004 – Ischia Global Festival Film per La passione di Cristo
- 2008 – Madrina del Magna Grecia Film Festival
- 2024 – Premio Costa Rossa Festival delle Arti